# Трах
Трах  (пол. Trach) — польский дворянский герб.

## Описание
В рассечённом щите в правой стороне щита в лазоревом поле золотой дракон с червлёным языком влево, в левой стороне червлёное поле шестикратно скошено на серебро и червлень. Намёт: справа лазоревый, подбитый золотом; слева червлёный, подбитый серебром. Нашлемник: три страусовых пера.
Начало этого герба выводят из Рима, где его и употребляют некоторые роды; известно, что он издавна был в Силезии, в Тешинском и Опольском княжествах.

## Герб используют
15 родов
Albingiewicz, Boszczewski, Boszczowski, Brzeski, Bukowiecki, Gniński, Pruski, Tacyder, Trach, Traczewski, Zelecki, Zelęcki, Żak, Żelecki, Żelęcki